# ダノンゴーゴー
ダノンゴーゴー（欧字名:Danon Go Go、2005年3月13日 - 2023年6月9日）は、アメリカ合衆国で生産された日本の競走馬、種牡馬。主な勝ち鞍に2008年のファルコンステークス。

## 経歴

### デビュー前
2007年4月に開催されたキーンランド2歳トレーニングセールにて吉田勝己に40万ドル（約4800万円）で落札された。馬名の由来は冠名ダノン+ ｢行け行け｣。｢行け行け｣と叫びたくなるような活気ある走りをするように願いをこめて名づけられた。

### 競走馬時代
2007年11月3日、デビュー戦を勝利で飾る。その後惜敗を続けていたが、2008年2月16日に2勝目をマーク。3月15日、中京競馬場で行われたファルコンステークスに出走。道中は後方を進み、第4コーナー地点で出走18頭中15番手からゴールまで300メートル足らない直線コースで、小倉2歳ステークス勝ち馬マルブツイースター、フェアリーステークス勝ち馬ルルパンブルーなどをまとめて差し切り、自身、馬主のダノックスともに重賞初制覇を果たした。しかし続くニュージーランドトロフィーでは、前走同様に後方から進むが差し切れず、結果は7着だった。初のGI (JpnI) 出走となったNHKマイルカップでは、スタート直後にダッシュがつかず最後方からの競馬となってしまったが、東京競馬場の長い直線を最後追い上げ3着に入った。レース後は放牧に出され、8月20日に帰厩。セントウルステークスからスプリンターズステークスを目標に調整されていたが、屈腱炎を発症してしまい、ふたたび休養することとなった。
約2年の長期休養を終えて2010年5月30日の鞍馬ステークスで復帰したが、見せ場なく12着と大敗。6月23日の調教で屈腱炎を再発したため、6月30日付けでJRAの登録を抹消して、現役を引退した。

### 引退後
ノーザンホースパークで乗馬となる予定であったが、熊本県の村山牧場（後のストームファーム）で種牡馬となった。
2020年に種牡馬を引退。種牡馬引退後は高知県土佐清水市のあしずりダディー牧場で功労馬となり余生を送っていたが、2023年6月9日、死亡した。

## 競走成績
以下の内容は、netkeiba.comおよびJBISサーチに基づく。
| 競走日     | 競馬場 | 競走名      | 格       | 距離（馬場）  | 頭 数 | 枠 番 | 馬 番 | オッズ （人気） | 着順 | タイム （上り3F） | 着差 | 騎手        | 斤量 [kg] | 1着馬（2着馬）         | 馬体重 [kg] |
| ---------- | ------ | ----------- | -------- | ------------- | ----- | ----- | ----- | --------------- | ---- | ----------------- | ---- | ----------- | --------- | ---------------------- | ----------- |
| 2007.11.03 | 京都   | 2歳新馬     |          | 芝1200m（良） | 12    | 2     | 2     | 002.20（1人）   | 01着 | R1:09.4（33.3）   | -0.2 | 0安藤勝己   | 55        | （デビルズコーナー）   | 466         |
| 0000.12.01 | 阪神   | 千両賞      | 500万下  | 芝1600m（良） | 12    | 7     | 10    | 001.50（1人）   | 03着 | R1:34.3（34.5）   | -0.3 | 0安藤勝己   | 55        | ロードバリオス         | 466         |
| 0000.12.15 | 阪神   | さざんかS   | OP       | 芝1400m（良） | 9     | 6     | 6     | 001.40（1人）   | 02着 | R1:22.5（35.2）   | -0.0 | 0M.デムーロ | 55        | マヤノベンケイ         | 458         |
| 2008.01.19 | 京都   | 3歳500万下  |          | 芝1600m（良） | 15    | 8     | 15    | 001.50（1人）   | 03着 | R1:35.8（35.7）   | -0.3 | 0安藤勝己   | 56        | ヴェルザンディ         | 460         |
| 0000.02.16 | 京都   | 3歳500万下  |          | 芝1200m（良） | 16    | 3     | 5     | 001.50（1人）   | 01着 | R1:10.1（33.6）   | -0.1 | 0安藤勝己   | 56        | （メスナー）           | 462         |
| 0000.03.15 | 中京   | ファルコンS | JpnIII   | 芝1200m（良） | 18    | 5     | 10    | 002.90（1人）   | 01着 | R1:09.0（34.1）   | -0.2 | 0武豊       | 56        | （マルブツイースター） | 460         |
| 0000.04.12 | 中山   | NZT         | JpnII    | 芝1600m（良） | 16    | 6     | 12    | 005.60（3人）   | 07着 | R1:35.4（35.6）   | -0.4 | 0武豊       | 56        | サトノプログレス       | 458         |
| 0000.05.11 | 東京   | NHKマイルC  | JpnI     | 芝1600m（稍） | 18    | 7     | 14    | 032.0（14人）   | 03着 | R1:34.8（34.2）   | -0.6 | 0藤岡佑介   | 57        | ディープスカイ         | 456         |
| 2010.05.30 | 京都   | 鞍馬S       | 1600万下 | 芝1200m（良） | 16    | 2     | 3     | 011.30（5人）   | 12着 | R1:09.0（33.2）   | -1.0 | 0国分恭介   | 57        | スカイノダン           | 472         |

## 血統表
| ダノンゴーゴーの血統         | ダノンゴーゴーの血統                     | ダノンゴーゴーの血統                     | （血統表の出典）                         | （血統表の出典） |
| 父系                         | ミスタープロスペクター系                 | ミスタープロスペクター系                 | ミスタープロスペクター系                 | [ § 2 ]          |
| 父 *アルデバランII 1998 鹿毛 | 父の父Mr. Prospector 1970 鹿毛           | Raise a Native                           | Native Dancer                            | Native Dancer    |
| 父 *アルデバランII 1998 鹿毛 | 父の父Mr. Prospector 1970 鹿毛           | Raise a Native                           | Raise You                                |                  |
| 父 *アルデバランII 1998 鹿毛 | 父の父Mr. Prospector 1970 鹿毛           | Gold Digger                              | Nashua                                   | Nashua           |
| 父 *アルデバランII 1998 鹿毛 | 父の父Mr. Prospector 1970 鹿毛           | Gold Digger                              | Sequence                                 |                  |
| 父 *アルデバランII 1998 鹿毛 | 父の母Chimes of Freedom 1987 栗毛        | Private Account                          | Damascus                                 | Damascus         |
| 父 *アルデバランII 1998 鹿毛 | 父の母Chimes of Freedom 1987 栗毛        | Private Account                          | Numbered Account                         |                  |
| 父 *アルデバランII 1998 鹿毛 | 父の母Chimes of Freedom 1987 栗毛        | Aviance                                  | Northfields                              | Northfields      |
| 父 *アルデバランII 1998 鹿毛 | 父の母Chimes of Freedom 1987 栗毛        | Aviance                                  | Minnie Hauk                              |                  |
| 母 Potrinner 1993 黒鹿毛     | 母の父Potrillazo 1982 鹿毛               | Ahmad                                    | Good Manners                             | Good Manners     |
| 母 Potrinner 1993 黒鹿毛     | 母の父Potrillazo 1982 鹿毛               | Ahmad                                    | Azyade                                   |                  |
| 母 Potrinner 1993 黒鹿毛     | 母の父Potrillazo 1982 鹿毛               | Azalee                                   | Tropical Sun                             | Tropical Sun     |
| 母 Potrinner 1993 黒鹿毛     | 母の父Potrillazo 1982 鹿毛               | Azalee                                   | Akinos                                   |                  |
| 母 Potrinner 1993 黒鹿毛     | 母の母Chaldee 1978 栗毛                  | Banner Sport                             | Raise a Native                           | Raise a Native   |
| 母 Potrinner 1993 黒鹿毛     | 母の母Chaldee 1978 栗毛                  | Banner Sport                             | La Dauphine                              |                  |
| 母 Potrinner 1993 黒鹿毛     | 母の母Chaldee 1978 栗毛                  | Gevar                                    | Right of Way                             | Right of Way     |
| 母 Potrinner 1993 黒鹿毛     | 母の母Chaldee 1978 栗毛                  | Gevar                                    | Zaris                                    |                  |
| 母系(F-No.)                  | (FN:2-u)                                 | (FN:2-u)                                 | (FN:2-u)                                 | [ § 3 ]          |
| 5代内の近親交配              | Raise a Native3×4=18.75% Nashua4×5=9.38% | Raise a Native3×4=18.75% Nashua4×5=9.38% | Raise a Native3×4=18.75% Nashua4×5=9.38% | [ § 4 ]          |
| 出典                         | 1. 2. 3. 4.                              | 1. 2. 3. 4.                              | 1. 2. 3. 4.                              | 1. 2. 3. 4.      |

- 母のPotrinnerは亜1000ギニーの優勝馬で[6][7]、アルゼンチンの名門牝系出身。
- 半姉にアメリカンオークスでシーザリオの2着に入ったメロールアインダ (Melhor Ainda) がいる[5][6][7]。
- 従姉にJRA重賞3勝のディアデラノビアがいる[6][7]。